# Jenő Ádám
Jenő Ádám (ur. 13 grudnia 1896 w Szigetszentmiklós, zm. 15 maja 1982 w Budapeszcie) – węgierski kompozytor, dyrygent i pedagog muzyczny, również etnograf.

## Życiorys
Przez parę lat przebywał w Rosji, gdzie organizował chóry oraz był dyrygentem objazdowego teatru. Po zakończeniu wojny światowej powrócił do kraju. Osiadł w Budapeszcie. Tutaj w latach 1921–1925 podjął studia w Akademii Muzycznej. Kompozycji uczył go Zoltán Kodály. Ukończył wtedy również studia pedagogiczne. Studia nad kompozycją kontynuował u Felixa Weingartnera w Bazylei. W roku 1925 brał udział w akcji zbierania folkloru węgierskiego. Owocem tego był wygłaszany na uniwersytetach i w radio cykl wykładów na temat muzyki ludowej. Bogaty w doświadczenie zdobyte w Rosji działał również jako dyrygent chórów, przede wszystkim chóru Akademii Muzycznej (1929–1949) i Budapeszteńskiego chóru Palestriny. W roku 1930 rozpoczął pracę w Akademii Muzycznej w Budapeszcie, gdzie prowadził kształcenie słuchu. W latach 1933–1942 był kierownikiem artystycznym zespołu Budai Delárda. W drugiej połowie lat 30. koncertował za granicą. W 1938 r. został profesorem w akademii, w której pracował do 1959 r. W roku 1957 został odznaczony Orderem Kossutha.
Jako organizator szkolnictwa muzycznego i pedagog Ádám stał się znaczącym autorytetem w sprawach wychowania muzycznego. Razem ze swoim wcześniejszym nauczycielem, Kodályem, współpracował nad reformą nauczania muzyki. Wraz z nim opublikował kilka prac z tego zakresu, m.in. podręcznik Isó-Mi dla podstawowych i średnich szkół muzycznych. Publikował liczne artykuły w czasopismach specjalistycznych.

## Twórczość
W twórczości kompozytorskiej, w dużej mierze opartej na węgierskim folklorze, ulegał wpływom swoich nauczycieli, przede wszystkim Kodláya. Jego największymi dziełami są opera komiczna z 1930 r. Magyar Karácsony (Węgierskie Boże Narodzenie) do słów Tűdősa oraz suita orkiestrowa Domenica. Ponadto pisał utwory chóralne (głównie kantaty) i kameralne (w tym 2 kwartety).